# Ichikawamisato
Ichikawamisato (japanska:  市川三郷町?, Ichikawamisato-chō) är en  landskommun (köping) i Yamanashi prefektur i Japan. 